# Andrzej Jałowiecki
Andrzej Jałowiecki (ur. 30 września 1911 w Wilnie, zm. 4 kwietnia 1943 w Lublinie) – syn Mieczysława Jałowieckiego, prawnik, ekonomista i publicysta, w czasie II wojny światowej dyrektor Rady Głównej Opiekuńczej, zamordowany przez Niemców w niemieckim, nazistowskim obozie koncentracyjnym i jenieckim Lublin (KL) na Majdanku w Lublinie.

## Życiorys
Był synem polskiego ziemianina, arystokraty Mieczysława Jałowieckiego (1876-1962) i Julii Elżbiety Anny z Wańkowiczów. Ochrzczony w wileńskiej parafii św. Ducha. Siostrą Andrzeja była Krystyna Maria Trumpy (1913-2007). Andrzej Jałowiecki ożenił się z Konstancją z d. Zabłocką (1908-1981), ciotką Stanisława Ignacego Witkiewicza. Z tego związku urodziło się dwoje dzieci, w tym Elżbieta Maria ("Bessy") (1935-) i Michał (1937-2011). Michał, absolwent Politechniki Gdańskiej, od początku lat 80. mieszkał w Perth (Australia).
Andrzej Jałowiecki egzamin maturalny zdał w 1929 roku w męskim Gimnazjum im. I.J. Paderewskiego w Poznaniu. Zawodowo zajmował się rynkiem węgla i ekonomią. W ramach działalności publicystycznej publikował liczne artykuły naukowe poświęcone głównie sektorowi węgla kamiennego, wydawane m.in. przez Instytut Śląski w Katowicach. W prasie wypowiadał się również na tematy gospodarcze, w tym w szczególności polityki handlowej i polityki pieniężnej. 
Był równie Członkiem Zarządu i wspólnikiem Biura Techniczno-Handlowego S. Grabowski i S-ka Sp.J. (od 1940 J. Rutkowski i S-ka ).

### II wojna światowa, aresztowanie i śmierć
W czasie II wojny światowej działacz Rady Głównej Opiekuńczej (RGO), polskiej organizacji charytatywnej działającej na terenie okupowanej Polski. Pełnił funkcję sekretarza RGO i wicedyrektora biura RGO w Krakowie, od lutego 1941 roku dyrektora Miejskiej Rady Opiekuńczej w Warszawie, a następnie dyrektora Biura Zarządu RGO (na czele Rady stało 7-osobowe prezydium, którego organem wykonawczym był 2-osobowy zarząd). Adam Ronikier, prezes Rady wspominał Andrzeja Jałowieckiego takː

(...) miał co prawda wadę jedną, że był może zbyt młody, ale też z tą wadą ściśle połączone zalety — niepożytą energię, zapał i chęć do pracy, co przy wrodzonej wybitnej inteligencji dało nam w nim człowieka nieocenionego dla pracy tego typu, jaką prowadzić zamierzaliśmy.

(...) ze wszystkich kandydatów swoją wielką energią i zrozumieniem, jak taką jak nasza instytucja prowadzić należy, wybitnie się wyróżniał, z władzami umiał zawsze spokojnie i z godnością wychodzić, zaś pracą swą i inteligencją budził u nich należny respekt.

Został aresztowany przez Niemców w nocy z 10/11 listopada 1942 roku (wg innych źródeł 26 października) i osadzony w więzieniu na Pawiaku w Warszawie. Według Ronikiera przyczyna aresztowania była błaha, walutowa, natomiast starania o wypuszczenie Jałowieckiego nie przynosiły skutku. Następcą Jałowieckiego na stanowisku dyrektora Biura Zarządu RGO został Czesław Dańczak. 17 stycznia 1943 roku Andrzeja Jałowieckiego przewieziono z Pawiaka do niemieckiego, nazistowskiego obozu koncentracyjnego i jenieckiego Lublin (KL) Lublinie (zwanego popularnie "Majdankiem"). Tam zmarł na tyfus 4 kwietnia 1943 roku.

## Publikacje (wybór)
- Jałowiecki, Andrzej. Układy ottawskie i brytyjsko-skandynawskie a polska ekspansja morska / Andrzej Jałowiecki. S.l: s.n., 1934. Print.
- Jałowiecki, Andrzej. Ruch europejskiej konsumcji węgla / [Andrzej Jałowiecki]. S.l: s.n., 1934. Print.Jałowiecki, Andrzej. Organizacja angielskiego przemysłu węglowego / [Andrzej Jałowiecki]. S.l: s.n. Print.
- Jałowiecki, Andrzej. Konkurencja węglowa polsko-brytyjska na rynkach skandynawskich /  Andrzej Jałowiecki. Toruń: Instytut Bałtycki, 1935. Print.
- Jałowiecki, Andrzej. Die Bewegung im europäischen Kohlenverbrauch / Andrzej Jałowiecki. Berlin-Dahlem: [s.n.], 1935. Print.
- Jałowiecki, Andrzej. Die Organisation der englischen Kohlenindustrie / Andrzej Jałowiecki. Berlin-Dahlem: [s.n.], 1935. Print.
- Jałowiecki, Andrzej. Rozwój zbytu węgla z kopalń Zagłębia polskiego w dziesięcioleciu 1925-1935 / Andrzej Jałowiecki. Katowice: [s.n.], 1937. Print.
- Jałowiecki, Andrzej. Zagadnienie zatrudnienia i płac w polskim przemyśle hutniczym / Andrzej Jałowiecki. Katowice: [s.n.], 1938. Print.
- Jałowiecki, Andrzej. Położenie europejskiego przemysłu hutniczego : szkic porównawczy na tle bilansów / Andrzej Jałowiecki. Katowice: [s.n.], 1939. Print.
- Jałowiecki, Andrzej. “Mit narodowy / Andrzej Jałowiecki.” Mit narodowy. Warszawa: [s.n.], 1939. Print.